# 塞斯·穆爾頓
塞斯·穆爾頓（英語：Seth Moulton；1978年10月24日—）是美国的一位政治人物。自2015年開始，他是麻薩諸塞州第6選舉區選出的聯邦眾議員。他的黨籍是民主黨。穆爾頓在2006年畢業於哈佛大学。